# Carduelis notata
Spinus notata là một loài sẻ thông trong họ Fringillidae. Loài này sinh sống ở Belize, El Salvador, Guatemala, Honduras, México, và Nicaragua.
Môi trường sinh sống tự nhiên của nó là các vùng montane ẩm nhiệt đới và cận nhiệt đới và rừng xuống cấp nặng.

## Hình ảnh

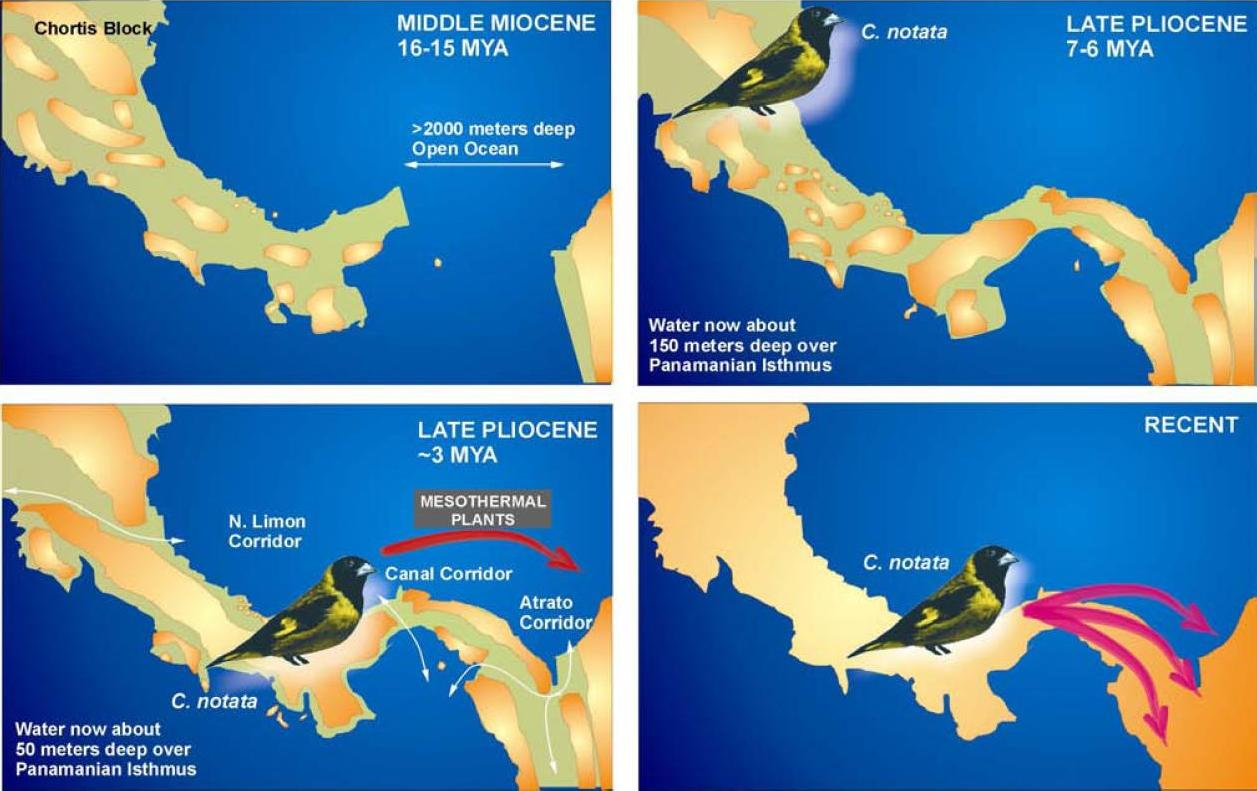